# Назарьевский сельский округ (Наро-Фоминский район)
Назарьевский сельский округ — упразднённая административно-территориальная единица, существовавшая на территории Наро-Фоминского района Московской области в 1994—2006 годах.
Назарьевский сельсовет был образован в первые годы советской власти. По данным 1918 года он входил в состав Смолинской волости Верейского уезда Московской губернии.
27 февраля 1922 года в связи с упразднением Верейского уезда Смолинская волость была передана в Можайский уезд.
В 1927 году из Назарьевского с/с был выделен Женаткинский с/с.
В 1926 году Назарьевский с/с включал деревни Бавыкино, Женаткино, Назарьево и Родиончиково, а также 1 хутор.
В 1929 году Назарьевский сельсовет вошёл в состав Верейского района Московского округа Московской области. При этом к нему был присоединён Шубинский с/с.
17 июня 1939 года к Назарьевскому с/с было присоединено селение Слепушкино упразднённого Слепушкинского с/с.
14 июня 1954 года к Назарьевскому с/с были присоединены Блозневский и Смолинский с/с.
3 июня 1959 года Верейский район был упразднён и Назарьевский с/с вошёл в Наро-Фоминский район.
29 августа 1959 года к Назарьевскому с/с были присоединены селения Варварино, Василисино, Гуляй-Гора, Женаткино и Клин упразднённого Клинского с/с.
30 декабря 1962 года Наро-Фоминский район был упразднён и Назарьевский с/с вошёл в Можайский сельский район. 11 января 1965 года Назарьевский с/с был возвращён в восстановленный Наро-Фоминский район.
9 марта 1977 года из Назарьевского с/с в Крюковский были переданы селения Бавыкино, Слепушкино и Шубино.
3 февраля 1994 года Назарьевский с/с был преобразован в Назарьевский сельский округ.
В ходе муниципальной реформы 2004—2005 годов Назарьевский сельский округ прекратил своё существование как муниципальная единица. При этом все его населённые пункты были переданы в сельское поселение Волчёнковское.
29 ноября 2006 года Назарьевский сельский округ исключён из учётных данных административно-территориальных и территориальных единиц Московской области.